# El Paraíso, Apatzingán
El Paraíso är en ort i Mexiko.   Den ligger i kommunen Apatzingán och delstaten Michoacán de Ocampo, i den södra delen av landet, 300 km väster om huvudstaden Mexico City. El Paraíso ligger 275 meter över havet och antalet invånare är 294.
Terrängen runt El Paraíso är varierad. Runt El Paraíso är det ganska tätbefolkat, med 72 invånare per kvadratkilometer. Närmaste större samhälle är Apatzingán, 4,7 km öster om El Paraíso. Omgivningarna runt El Paraíso är en mosaik av jordbruksmark och naturlig växtlighet.